# Karmaňola

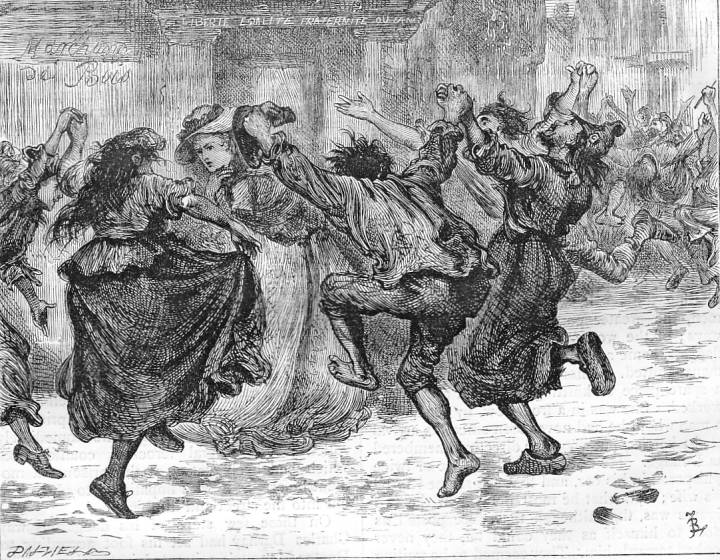
Karmaňola, ilustrace Freda Barnarda k Dickensovu románu Příběh dvou měst z roku 1870.

Mužský kabát, podle kterého získala píseň své jméno

Karmaňola (francouzsky La Carmagnole) je anonymní píseň z období Velké francouzské revoluce. Své jméno dostala podle stejnojmenného krátkého mužského kabátu, který byl původně součástí rolnického oděvu v italském regionu Piemont a který získal svůj název podle města Carmagnola. Kabát byl rozšířený i v jižní Francii a za Francouzské revoluce se stal typickým oděvem městské chudiny, která k němu nosila volné kalhoty nad kotníky (tzv. pantalóny) a frygickou čapku s kokardou.

## Historie a obsah písně
Píseň se rozšířila po roce 1792 po dobytí Tuilerijí a po sesazení krále Ludvíka XVI. Stala se hymnou ozbrojených sansculotů, nejradikálnější složky městské chudiny, a zařadila se rovnocenně mezi jiné revoluční písně jako je Ah! ça ira nebo Marseillaisa. Zpívala se a tancovala během poprav okolo gilotiny. Originální text se vyznačuje sarkastickým popisem osudu krále a královny Marie Antoinetty, kteří mají v písni posměšné přezdívky Monsieur Veto a Madame Veto (v narážce na jejich ustavičné využívání práva veta proti rozhodnutím revolučního Zákonodárného shromáždění.
Přese všecky zákazy (poprvé roku 1799 Napoleonem) zůstala píseň v povědomí francouzských revolucionářů a měnila svůj text podle dobových potřeb.
V románu Příběh dvou měst popsal Charles Dickens tančení karmaňoly fanatickým davem jako strašlivý démonický rej.

## Partitura
Melodie písně Karmaňola: